# الخرسان
الخرسان (به عربی: الخرسان) یک روستا در سوریه است که در ناحیه حمرا واقع شده‌است. الخرسان ۹۳۱ نفر جمعیت دارد.